# Lamberto de Hesbaye
Lamberto de Hesbaye nasceu em 665 ou 685 e morreu provavelmente em 741. Ele é citado como Conde de Hesbaye em 706 e era um nobre da aristocracia franca. Ele é o pai provável de Roberto I de Hesbaye e de Landrada.
Seu pai seria Guérin de Poitiers e sua mãe Gunza de Metz. De acordo com outras teorias, seria também um dos filhos ou netos de Roberto, prefeito do palácio de Clotário III.
Ele é o avô materno do rei da França Pepino, o Breve, mas também o antepassado de Roberto I da França, fundador da dinastia dos Robertianos, ascendente da Dinastia Capetiana. Seria provavelmente um ancestral comum dos Carolíngios e dos Capetos.